# ISPhS
ISPhS (International Society of Phonetic Sciences) este Societatea Internațională a Științelor Fonetice. Ea a fost fondată la 6 ianuarie 1938 iar Daniel Jones a devenit primul ei președinte. Majoritatea membrilor sunt foneticieni sau lucrează în domenii conexe ca lingvistică, fonologie sau științele comunicării.
Societatea editează revista The Phonetician, ISSN 0741-6164.